# Sõmeru (Paide)
Sõmeru (Duits: Sömmeroo) is een plaats in de Estlandse gemeente Paide, provincie Järvamaa. De plaats heeft de status van dorp (Estisch: küla).
Tot oktober 2017 lag het dorp in de gemeente Paide vald. In die maand werd Paide vald bij de stadsgemeente Paide gevoegd.

## Bevolking
Het dorp had 15 inwoners op 31 december 2011 en 21 inwoners op 31 december 2021.

## Geografie
Sõmeru ligt 14 km ten noorden van de stad Paide.
De rivier Pärnu loopt langs de zuidgrens en een deel van de oostgrens van het dorp. Het Purdikanaal (Estisch: Purdi kanal of Pärnu-Jägala kanal), dat begint in het zuidelijke buurdorp Purdi en de rivieren Pärnu en Jägala verbindt, komt over het grondgebied van Sõmeru. De plaats waar het kanaal uitkomt op de Jägala ligt op de grens tussen Sõmeru en Nurme.

## Geschiedenis
Sõmeru werd voor het eerst genoemd in 1615 onder de naam Sommarby, een dorp in de Wacke Nosefähr. Een Wacke was een administratieve eenheid voor een groep boeren met gezamenlijke verplichtingen. In 1623 heette het dorp Sommer. Rond 1700 werd Nosefähr onder de naam Noistfer een landgoed en Sommer een dorp op dat landgoed. De Estische naam voor Noistfer is Purdi.
In de jaren 1977–1997 maakte het dorp deel uit van het buurdorp Anna.